# アルマ川
座標: 北緯44度50分45秒 東経33度35分34秒 / 北緯44.8458度 東経33.5928度
アルマ川 (アルマがわ、ウクライナ語とロシア語: Альма；クリミア・タタール語: Алма) は、クリミア半島を流れる川である。
河口は、2つの都市、北のエフパトリアと南のセヴァストポリの間で黒海に注ぐ。
「アルマ」はクリミア・タタール語で「リンゴ」を意味する。
この川の近くで西暦1854年9月20日に、イギリスとフランス、そしてオスマン帝国による連合軍がアレクサンドル・メンシコフ率いるロシア軍に勝利した。